# Kenneth Jacobs

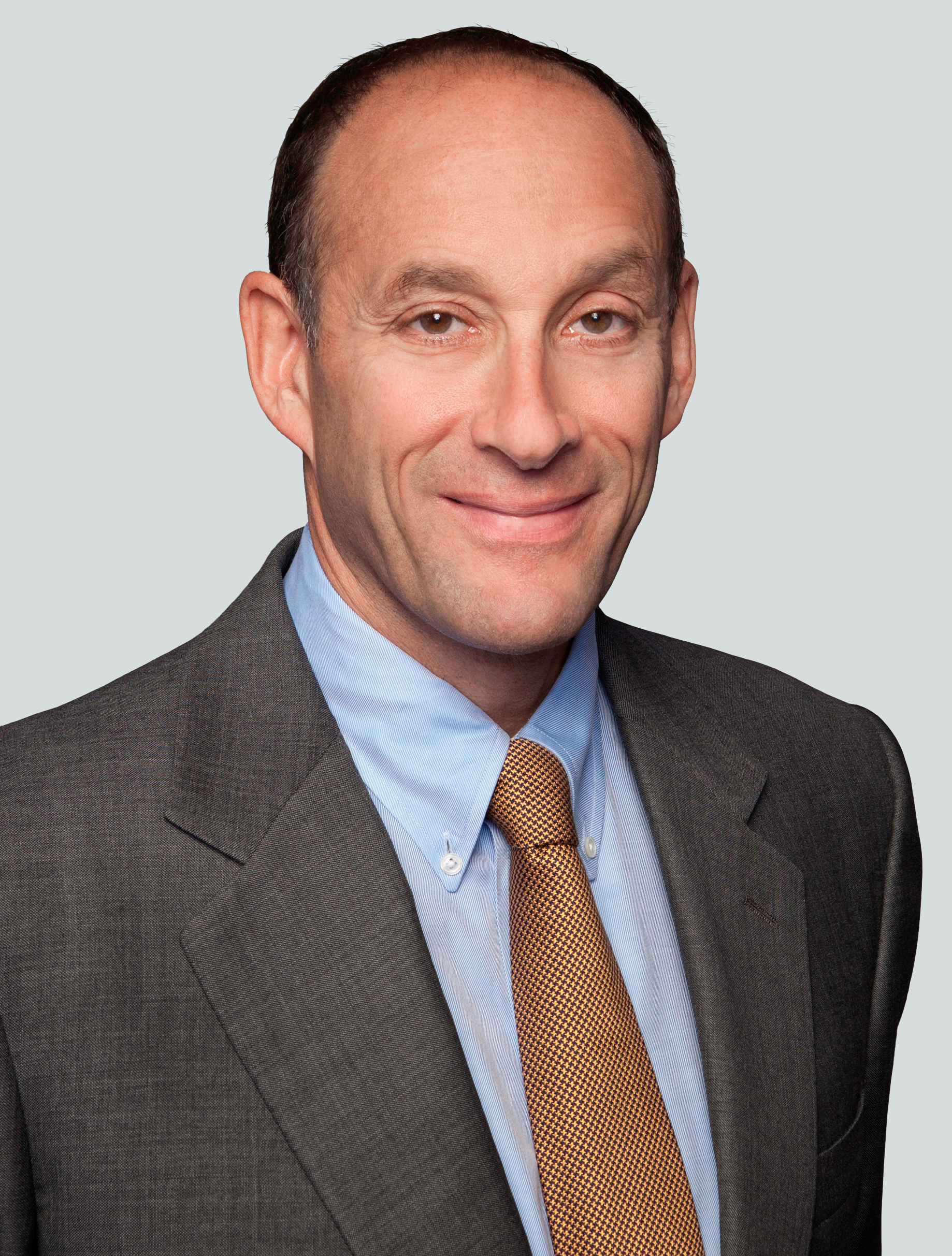

Kenneth M. Jacobs ist ein amerikanischer Manager und seit 2009 Vorstandsvorsitzender (CEO) der Investmentbank Lazard.
Kenneth Jacobs studierte unter anderem an der Universität von Chicago und schloss das Studium mit dem Master of Economics ab. Er begann seine berufliche Karriere bei Lazard 1988. 1991 wurde er zum Partner ernannt, 2002 wurde er zum stellvertretenden Vorsitzenden und verantwortlichen Manager für Nordamerika befördert. Während dieser Zeit lag sein Fokus darauf, neue Märkte zu erschließen, wie etwa im Bereich des Energie- und Gesundheitssektors.